# Извеков, Егор Егорович
Егор Егорович Извеков (31 января 1845 года — 1 августа 1916 года, Ессентуки) — российский государственный деятель, томский губернатор.

## Биография
Родился в дворянской семье. Отец, Егор Николаевич (1803—13 апреля 1872), служил в таможне портового управления в Одессе, позднее — вице-губернатор Витебской, Тверской и Симбирской губерний, тайный советник; мать — Кассандра Ивановна (ск. 3.11.1884), урожденная баронесса фон Гротиус-Форкампф.
Окончил Императорский Санкт-Петербургский университет, кандидат наук. С 1867 года служил в Министерстве юстиции. С 1892 года занимал высокие должности в государственном аппарате, вице-губернатор Архангельской, в 1897—1906 годах — вице-губернатор Костромской губернии. С 1909 года — тайный советник.
17 марта 1910 года был назначен на должность томского губернатора на период отсутствия губернатора Н. Л. Гондатти, возглавившего Амурскую экспедицию, но не получившего увольнения от должности губернатора Томска.
Прибыл в Томск 29 апреля 1910 года.
Организовал встречу в Томске председателя Совета министров П. А. Столыпина и главы Министерства землеустройства и земледелия А. В. Кривошеина, прибывших в Томск 14 сентября 1910 года в поездке по Сибири для изучения хода аграрной реформы.
Управлял Томской губернией до прибытия в Томск нового губернатора П. К. Грана (27 мая 1911 года).
Возвратился в Петербург, продолжил службу в Министерстве внутренних дел.